# فلسفه منطق
فلسفهٔ منطق شاخه‌ای از فلسفه است که به بررسی مسائل فلسفی ناشی از منطق می‌پردازد.
سؤالاتی از قبیل اینکه:

اعتبار یک استدلال به چه معناست؟

مراد از استنتاج یک گزاره از گزارهٔ دیگر چیست؟

صدق منطقی یک گزاره چه معنایی میدهد؟

چگونه می‌توان یک استدلال معتبر یا یک صدق منطقی را شناخت؟

کدام نظامهای صوری، منطق محسوب میگردند و چرا؟
- این رشته با منطق، فلسفه زبان و معرفت شناسی پیوندی نزدیک دارد.
- برخی از چهره‌های برجستهٔ جهانی این شاخهٔ فلسفه عبارتند از: فرگه، راسل، کواین، تارسکی، دیویدسون، استراوسون و کریپکی.
- این رشته در ایران در مقاطع کارشناسی ارشد و دکترا تدریس میشود.